# أزمة الجزر
إن البريطانيين قبل أنسحابهم منحوا إيران ثلاث جزر تابعة في الأصل إلى الإمارات منها جزيرتا طنب الكبرى وطنب الصغرى التابعتان لإمارة رأس الخيمة وجزيرة أبو موسى التابعة لإمارة الشارقة. وقبيل الاتحاد بأيام قليلة استولت إيران على هذه الجزر. إلا أن الإمارات وبالرغم عن عدم تنازلها عن هذه الجزر فضلت التوجه لحل هذه الأزمة سلميا، حتى تبقي على علاقات حسن الجوار مع إيران. وقد لقيت الإمارات دعما متواصلا من جميع الدول العربية عدا تحفظ العراق في آخر اجتماع للبرلمانيين العرب.

## سعي الإمارات إلى تسوية سياسية
لقد سعت دولة الإمارات العربية المتحدة منذ لحظة قيامها إلى تسوية قضية النزاع حول الجزر بطريقة سلمية وودية. وكانت دولة الإمارات العربية المتحدة ثابتة في مطالبتها بالسيادة على الجزر الثلاث، فقد أعطت لإيران فرصة تلو الأخرى للتوصل إلى تسوية عبر المفاوضات، سواء عبر المحادثات المباشرة أو عبر الوساطة، أو لإخضاع القضية لمراجعة قانونية دولية، على سبيل المثال من قبل محكمة العدل الدولية في لاهاي بهولندا. كما لجأت دولة الإمارات العربية المتحدة إلى منظمات إقليمية ودولية مثل جامعة الدول العربية وهيئة الأمم المتحدة لتأكيد قضيتها. غير أن إيران عمدت إلى صد الجهود التي بذلتها دولة الإمارات في هذا السبيل. وقد واصلت إيران في عهد الشاه وفي عهد الجمهورية الإسلامية الإيرانية بعد عام 1979 رفض حقوق دولة الإمارات العربية المتحدة الشرعية والسيادية على الجزر. وفضلاً عن ذلك، فقد حاولت طوال تسعينيات القرن العشرين وبداية القرن الحادي والعشرين فرض الأمر الواقع في الجزر من خلا توسيع وجودها والوصول إلى المنطقة الجنوبية من جزيرة أبوموسى – والذي يعد خرقاً لمذكرة التفاهم المبرمة مع الشارقة – ومن خلال تدشين عمليات مؤسساتية وإدارية لتعزيز القبضة الإيرانية على الجزر الثلاث. وفي المحصلة فقد أضحت قضية الجزر اليوم حجر عثرة في طريق جعل منطقة الخليج العربي بيئة أكثر أمناً واستقراراً.

## وصلات خارجية
1. الموقع الرسمي للجزر
2. لرواية الكاملة لاحتلال الجزر الإماراتية الثلاث

- الجزر الإماراتية المحتلة
- لمحة جغرافية لخليج العربي.
- العرب سكان الخليج العربي.
- عرب الخليج والعدوان الخارجي.
- امارة لنجة العربية والجزر الثلاث.
- مفاوضات الوسيط البريطاني، الإيراني مع حاكم الشارقة.
- استراتيجية الجزر الثلاث في الخليج العربي.
- الاحتلال الإيراني للجزر الإماراتية.
- إمارات عربية على الساحل الشرقي للخليج
- منطقة بر فارس
- عرب الهولة : تاريخ العرب المجيد في جنوب إيران

## أنظر أيضاًً
جبال جزيرة أبوموسى الإماراتية
- جبل الحديد
- جبل الدعالي